# Mort de Victoria Salazar
La mort de Victoria Salazar va passar el 28 de març de 2021 a la ciutat de Tulum, Quintana Roo (Mèxic), com a resultat de la seva detenció per part de quatre policies locals. Aquest fet va generar una onada d'indignació a la societat mexicana, d'El Salvador i altres països a les xarxes socials, en ser qualificat de brutalitat policial. Aquest assassinat ha estat comparat amb la mort de George Floyd.

## Fets
El diumenge 28 de març de 2021 quatre policies locals de Tulum van acudir a una botiga de la colònia Tumben Ka després de rebre una trucada denunciant una “alteració a la via pública y agressió a treballadors y transeünts”. Segons la policia, van trobar a una dona amb un comportament agressiu. Per aquest motiu, van procedir a la seva detenció, però la dona es va resistir a aquesta. La policia va sotmetre a la dona al terra, la van immobilitzar i, segons el relat dels agents, aquesta es va desmaiar. Posteriorment, van pujar-la a la unitat vehicular policial i la detinguda va començar a convulsionar durant el trajecte a les dependències policials. Li van treure les manilles i fou traslladada a un centre de salut. L'ingrés va enrederir-se, per aquest motiu quan va arribar una ambulància i la detinguda fou declarada morta.
L'acció policial va provocar-li fractures a les vèrtebres de l'esquena de la detinguda, fet que li va causar la defunció. El el succés van ser filmats per veïns que van difondre les imatges per les xarxes socials.

## Victoria Salazar
Posteriorment, es va fer pública la identitat de la difunta. Es deia Victoria Esperanza Salazar Arriaza (Sonsonate, 1984 o 1985-Tulum, 28 de març de 2021) i era una immigrant d'El Salvador de 36 anys, mare de dues filles i es trobava Mèxic amb una visa humanitària, concedida el 2018 per la Comissió Mexicana d'Ajuda a Refugiats «por motius de gènere».

## Reaccions
- L'alcalde de Tulum, Víctor Mas Tah, va anunciar que els quatre policies serien retirats del seu càrrec mentre la Fiscalia realitza les investigacions.[3]
- El President de Mèxic, Andrés Manuel López Obrador, va condemnar els fets reconeixent la brutalitat policial i l'assassinat de la salvadorenya.[4]
- El President d'El Salvador, Nayib Bukele, va emetre un comunicat condemnant els fets i, conjuntament amb la Cancelleria d'El Salvador, exigia que els fets fossin investigats.[4]
- La Fiscalia de Quintana Roo va detenir als quatre policies municipals involucrats amb el presumpte feminicidi.[8]